# Магдалинівка (селище)
Магдали́нівка — селище в Україні, адміністративний центр Магдалинівської селищної громади Самарівського району Дніпропетровській області. До 17 липня 2020 року — районний центр Магдалинівського району). Населення за переписом 2001 року становило 6 493 особи.

## Географія
Селище Магдалинівка розташоване на півночі області за 60 км від обласного центру, на березі річки Чаплинка, вище за течією на відстані 3,5 км розташоване село Водяне, нижче за течією примикає село Євдокіївка. На відстані 0,5 км розташоване село Оленівка. Селищем течуть декілька майже пересохлих струмків із загатами.
Рельєф рівнинний, значних перепадів висот немає, оскільки воно розташоване в межах Придніпровської низовини. Середня висота Магдалинівки становить приблизно 106,1 м. Клімат — помірно-континентальний.

## Історія

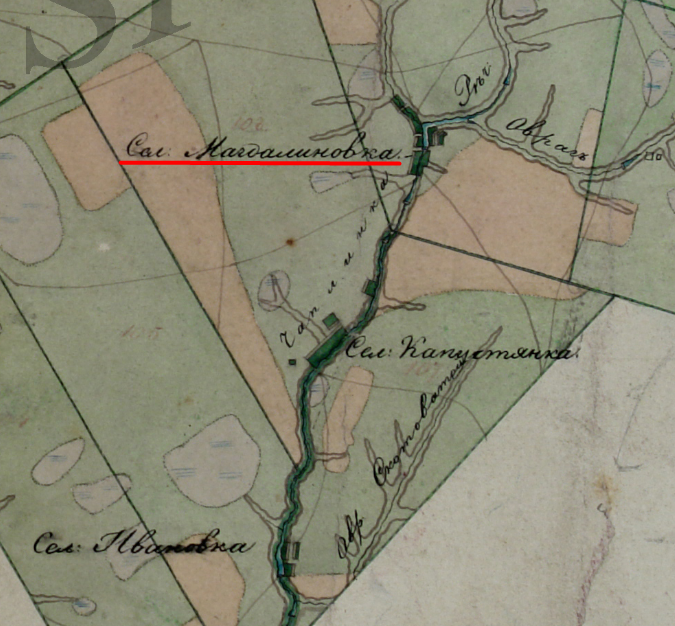
Магдалинівка на мапі 1794 року

Першими поселенцями на місці сучасної Магдалинівки були переселенці з Полтавщини, найвірогідніше з Нових Санжар, які оселились на березі Чаплинки наприкінці XVIII століття, у 1778 році. На той час населення становило 98 осіб. 1783 року у межових книгах Азовської губернії в складі Царичанського повіту згадується село Магдалинівка, яке належало майору Андрію Магденку.
Станом на 1787 рік в Магдалинівці проживало 62 людини з них 29 чоловіків та 33 жінки. Село належало майору Магденку.
У 1790 році землі понад річкою Чаплинкою разом з поселенцями Катерина II подарувала дочці полтавського поміщика Магденка, село дістало назву Магдалинівки, а селяни стали кріпаками нової поміщиці. За переписом 1857—1859 рр. в Магдалинівці налічувалось 85 дворів з 655 жителями. Поміщику належали також гуральня та 2 цегельних заводи, на яких  працювали кріпаки.

Ярмарок у Магдалинівці (1892)

1886 року слобода Магдалинівка була центром Магдалинівської волості Новомосковського повіту, в якому налічувалось 120 подвір'їв та мешкало 604 особи. Розміщувалось волосне правління, церква, поштова станція, дві крамниці, цегляний завод, проводились 2 ярмарки та один базар на свята. 1898 року чисельність населення становила — 728 жителів.
Тяжкі умови життя і розгортання робітничого руху в країні сприяли пробудженню бунтівних настроїв в масах села, які піднімалися на боротьбу проти чинної влади. У 1905 році революційний рух охопив і Магдалинівку. В одному з донесень від 23 листопада 1905 року новомосковський справник доповідав катеринославському губернатору, що селяни Магдалинівки збираються на сходки, на яких загрожують знищити поміщицький маєток. 30 серпня 1906 року жандармами було виявлено в селі прокламації Катеринославського комітету РСДРП.
Під час Першої світової війни та громадянської війни 1917—1919 років Магдалинівку неодноразово захоплювали війська різних армій: німецько-австрійські, УНР, більшовики та білогвардійці. У січні 1920 року остаточно встановлено радянську владу.
1924 року в селі утворений перший колгосп, а з 1925 року Магдалинівка набула статусу районного центру.
Впродовж 1920—1930-х років у селі було відкрито дві школи та районну лікарню з амбулаторією.
Під час Другої світової війни з 26 вересня 1941 року по 23 вересня 1943 року село було окуповане німецько-фашистськими військами, входячи з 1 вересня 1942 року до складу Петриківського ґебіту.
10 травня 1958 року Указом Президії Верховної Ради УРСР Магдалинівці надано статус селища міського типу. Колгосп «За мир», який розміщувався у Магдалинівці був одним з передових в області.
1980 року за переписом тут проживало приблизно 7000 осіб.
У 2019 році, в ході децентралізації, утворена Магдалинівська селищна громада, шляхом об'єднання Магдалинівської селищної та Жданівської, Казначеївської, Котовської, Мар'ївської, Новопетрівської, Олександрівської, Оленівської, Очеретуватської, Першотравенської, Поливанівської, Почино-Софіївської та Шевченківської сільських рад Магдалинівського району Дніпропетровської області, з адміністративним центром в Магдалинівці.
До 17 липня 2020 року Магдалинівка була адміністративним центром Магдалинівського району, в якому були зосереджені районні органи виконавчої та судової влади, районна рада, районні відділення підприємств газо- та електропостачання.
17 липня 2020 року, в результаті адміністративно-територіальної реформи та  ліквідації Магдалинівського району, селище увійшло до складу Самарівського району.
28 липня 2023 року Верховна Рада України ухвалила законопроєкт № 8263 «Про дерадянізацію порядку вирішення окремих питань адміністративно-територіального устрою». Відповідно до цього законопроєкту, статус селища міського типу в Україні було ліквідовано, а замість нього набуло статусу селища. 24 жовтня 2023 року Президент України Володимир Зеленський підписав закон про дерадянізацію порядку вирішення окремих питань адміністративно-територіального устрою України, що діяв 1981 року.

## Населення

### Мова
Розподіл населення за рідною мовою за даними перепису 2001 року:
| Мова            | Кількість | Відсоток |
| --------------- | --------- | -------- |
| українська      | 6112      | 94.13%   |
| російська       | 299       | 4.60%    |
| вірменська      | 49        | 0.75%    |
| циганська       | 6         | 0.09%    |
| білоруська      | 5         | 0.08%    |
| німецька        | 1         | 0.02%    |
| угорська        | 1         | 0.02%    |
| інші/не вказали | 20        | 0.31%    |
| Усього          | 6493      | 100%     |

## Підприємства
Найбільше діюче підприємство — КП «Магдалинівський маслозавод». Також діє цегельний завод, комунальне підприємство, хлібобулочний завод та декілька дрібних агроформувань.

## Заклади соціальної сфери
- Професійно-технічне училище № 88 — державний професійно-технічний навчальний заклад II рівня акредитації, готує спеціалістів 14 робітничих професій;
- Магдалинівська загальноосвітня середня школа;
- Школа для дітей з вадами розумового та фізичного розвитку;
- 4 дитячих дошкільних навчальних закладів;
- Магдалинівська центральна лікарня;
- Дитячо-юнацька спортивна школа;
- Будинок культури;
- Магдалинівський історико-краєзнавчий музей імені Д. Т. Кулакова.

Видається місцева газета «Наше життя» (тираж — 3100 примірників).

## Інфраструктура
Жителів селища обслуговують понад 40 крамниць, три відділення банків. Створене комунальне підприємство «Магдалинівський селищний ринок».

## Транспорт
Через Магдалинівку пролягають автошляхи територіального значення Т 0413 (Царичанка — Губиниха) і Т 0414 (Дніпро — Магдалинівка), а також автошлях обласного значення О040410 (Дніпро — Котовка).

## Пам'ятки
- Свято-Миколаївський храм (вул. Центральна, 97).
- Храм Святої рівноапостольної Марії Магдалини (вул. Центральна, 42).
- Пам'ятний знак жертвам голодомору 1932—1933 років (встановлений у 2008 році)[7].
- Меморіал на братській могилі воїнів-визволителів (1963).
- Пам'ятник воїнам-односельчанам, які загинули під час Другої світової війни (1969).

## Особистості
Уродженці селища:
- Божко-Ластівка Марія Олександрівна (1926—2004) — українська театральна актриса.
- Демидов Олександр Анатолійович (нар. 1960) — заслужений працівник сільського господарства України, професор, доктор сільськогосподарських наук.
- Дяченко Денис Леонідович (нар. 1986) — український футболіст.
- Короткевич Марія Петрівна (1928—2009) — українська радянська скульпторка.

## Галерея

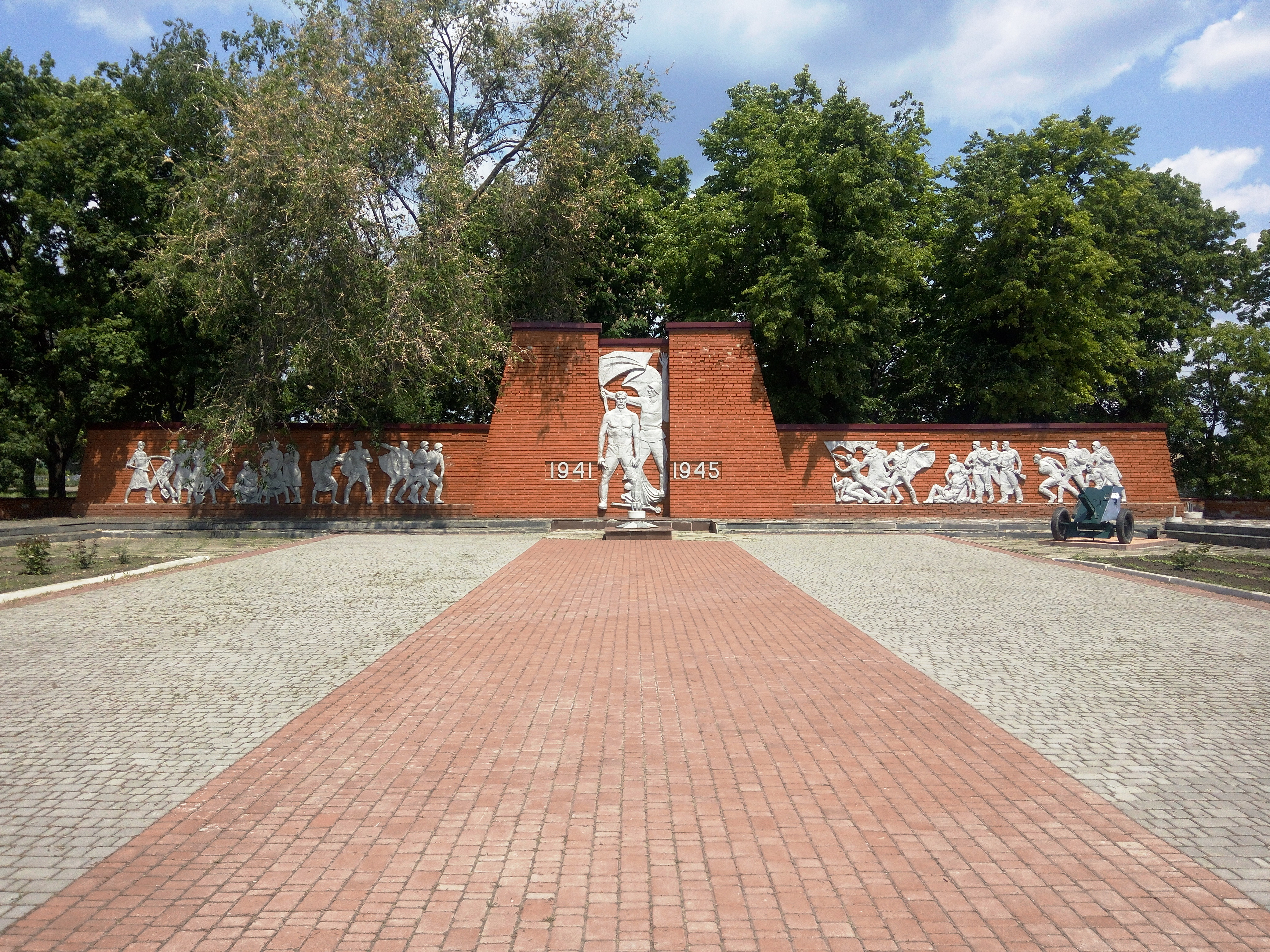
Військовий меморіал полеглим землякам під час Другої світової війни
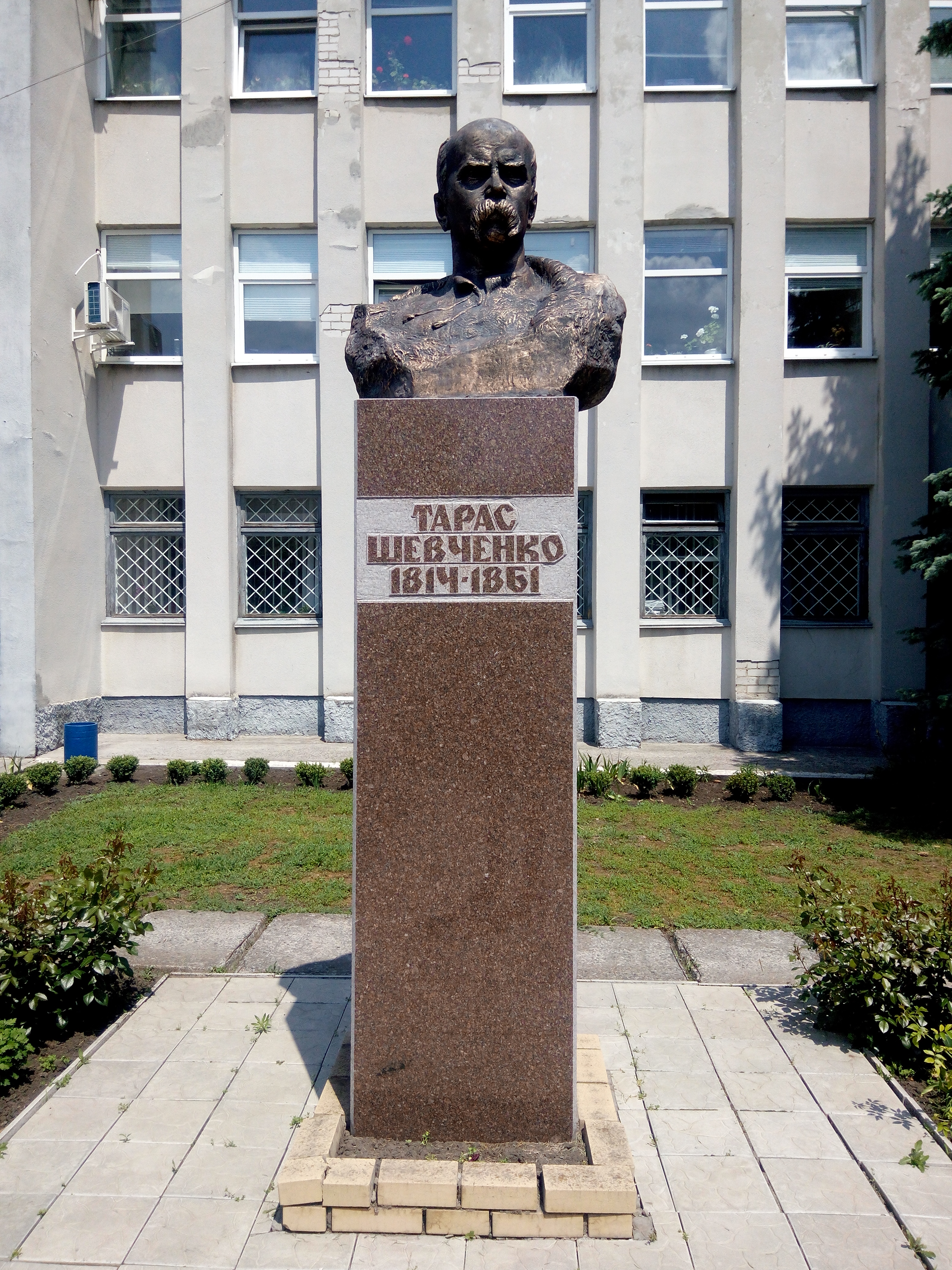
Погруддя Тарасові Шевченку
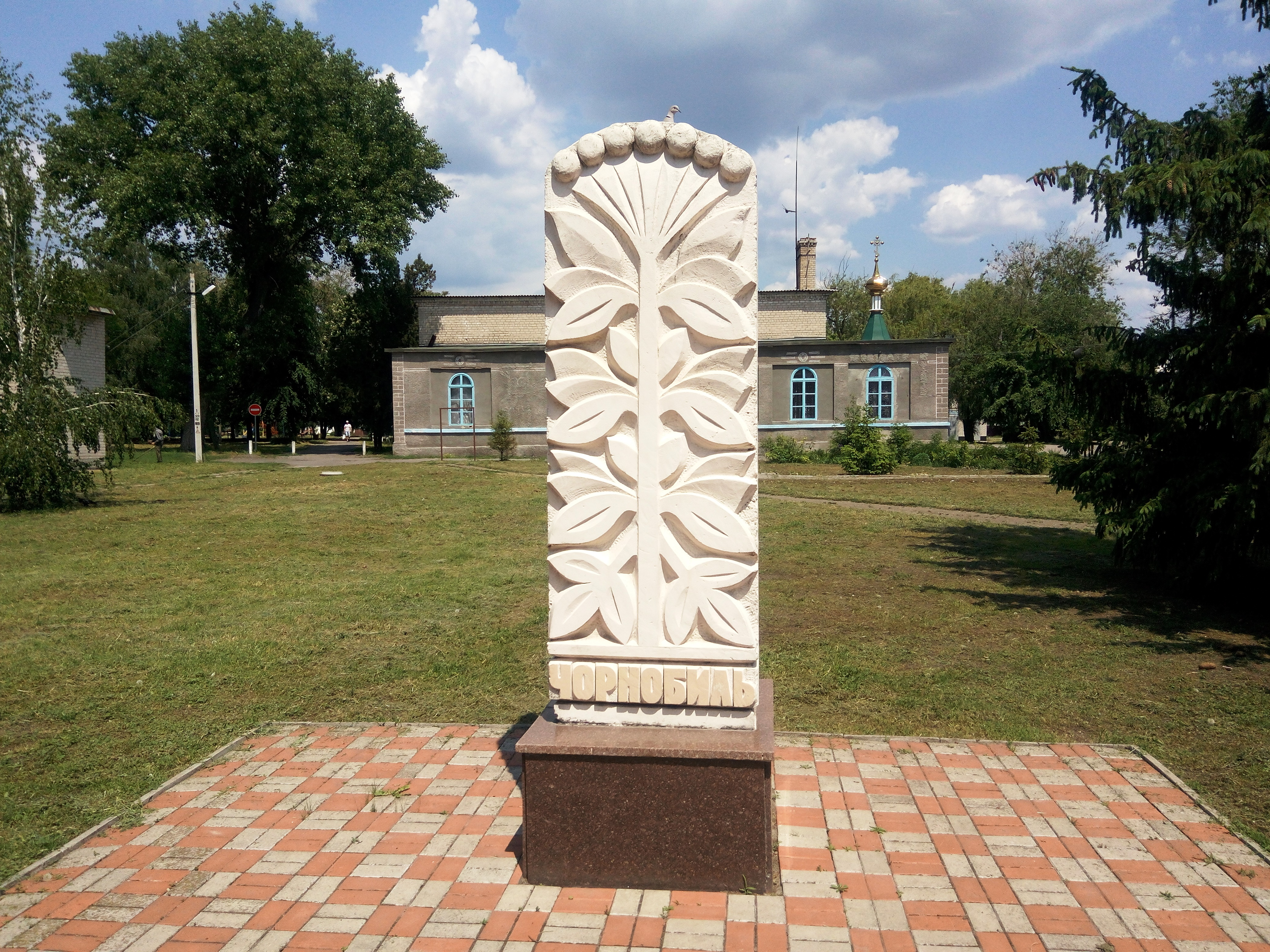
Пам'ятник ліквідаторам аварії на Чорнобильській АЕС
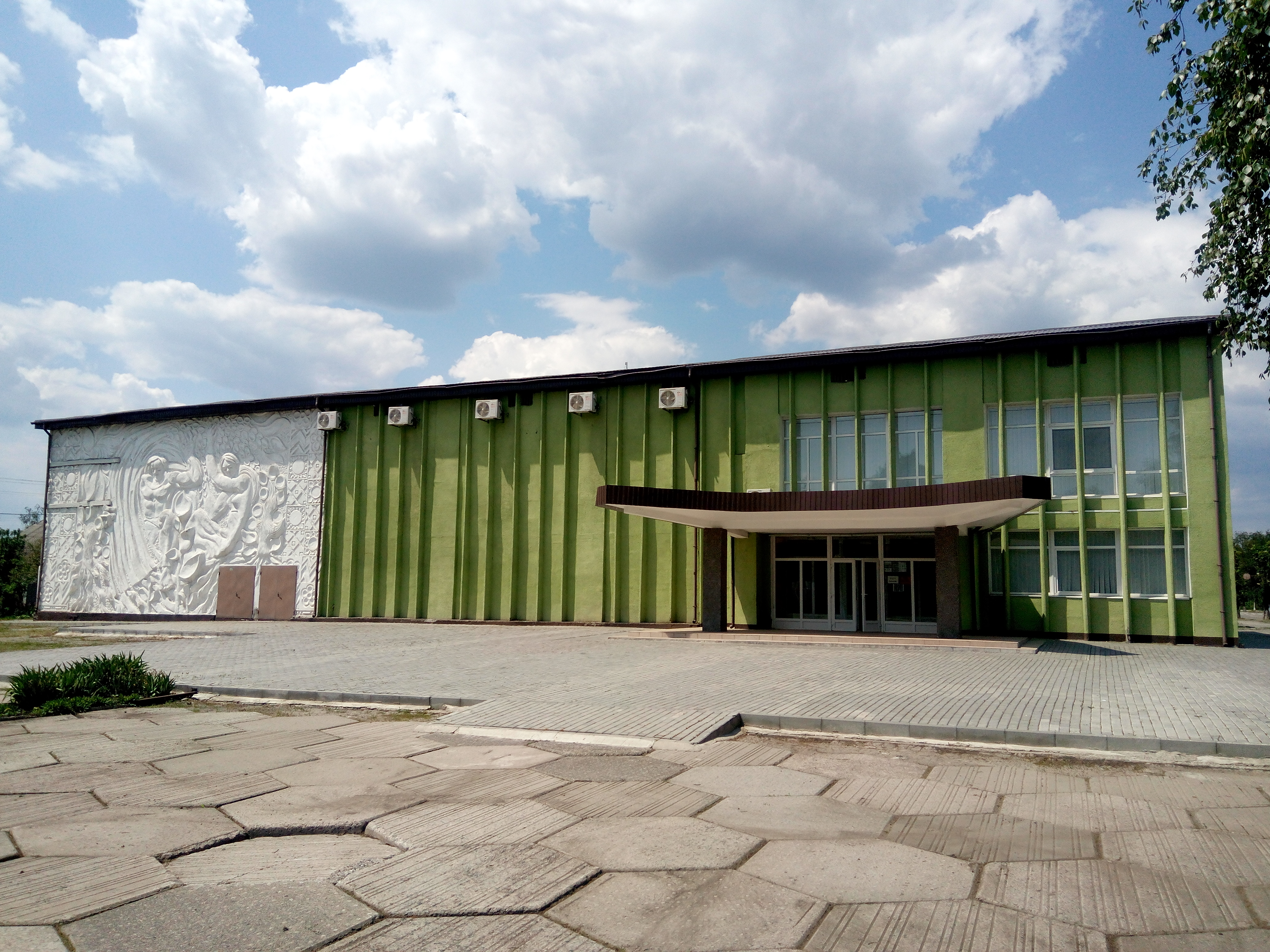
Будинок культури
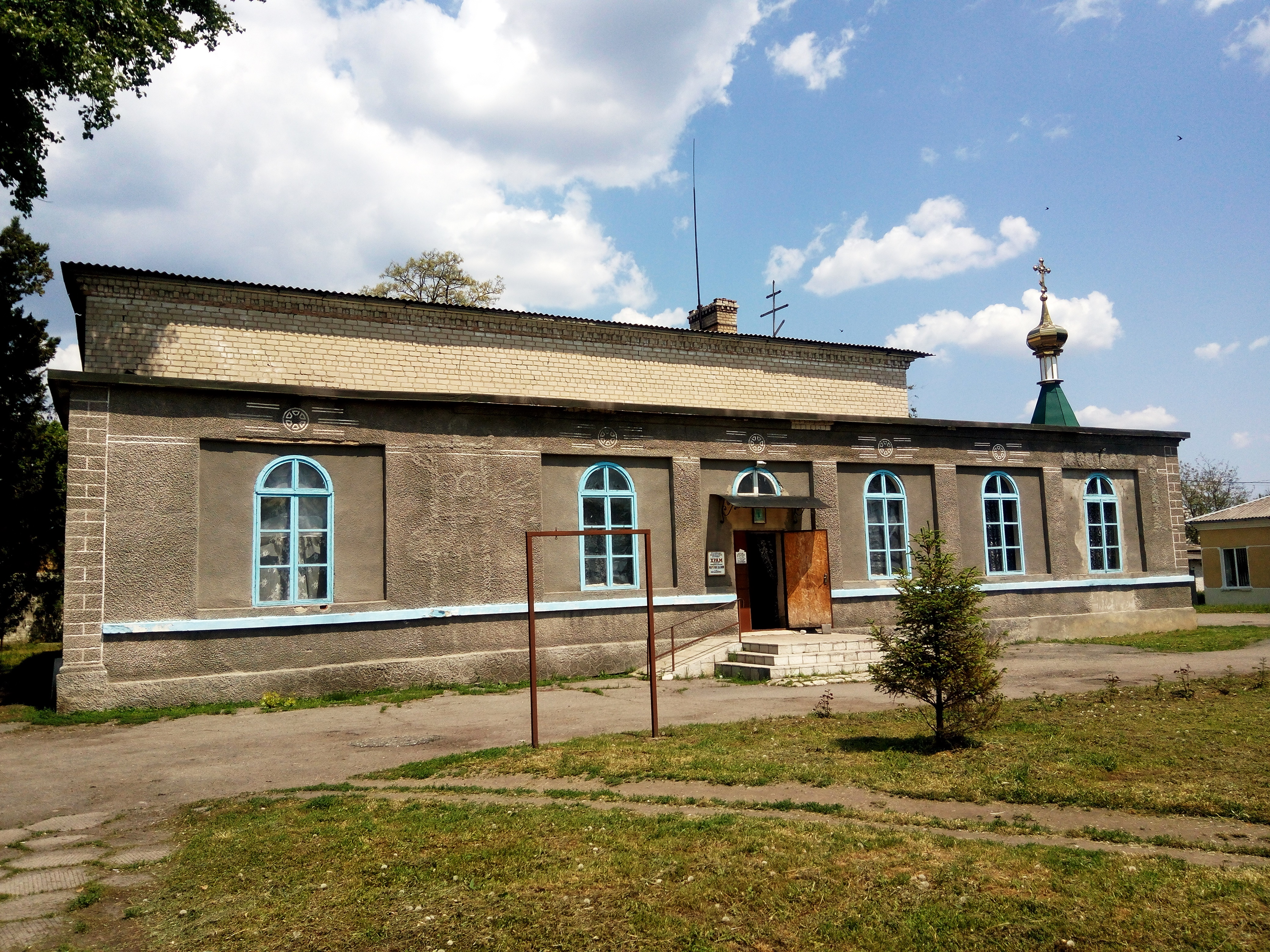
Храм Святої рівноапостольної Марії Магдалини
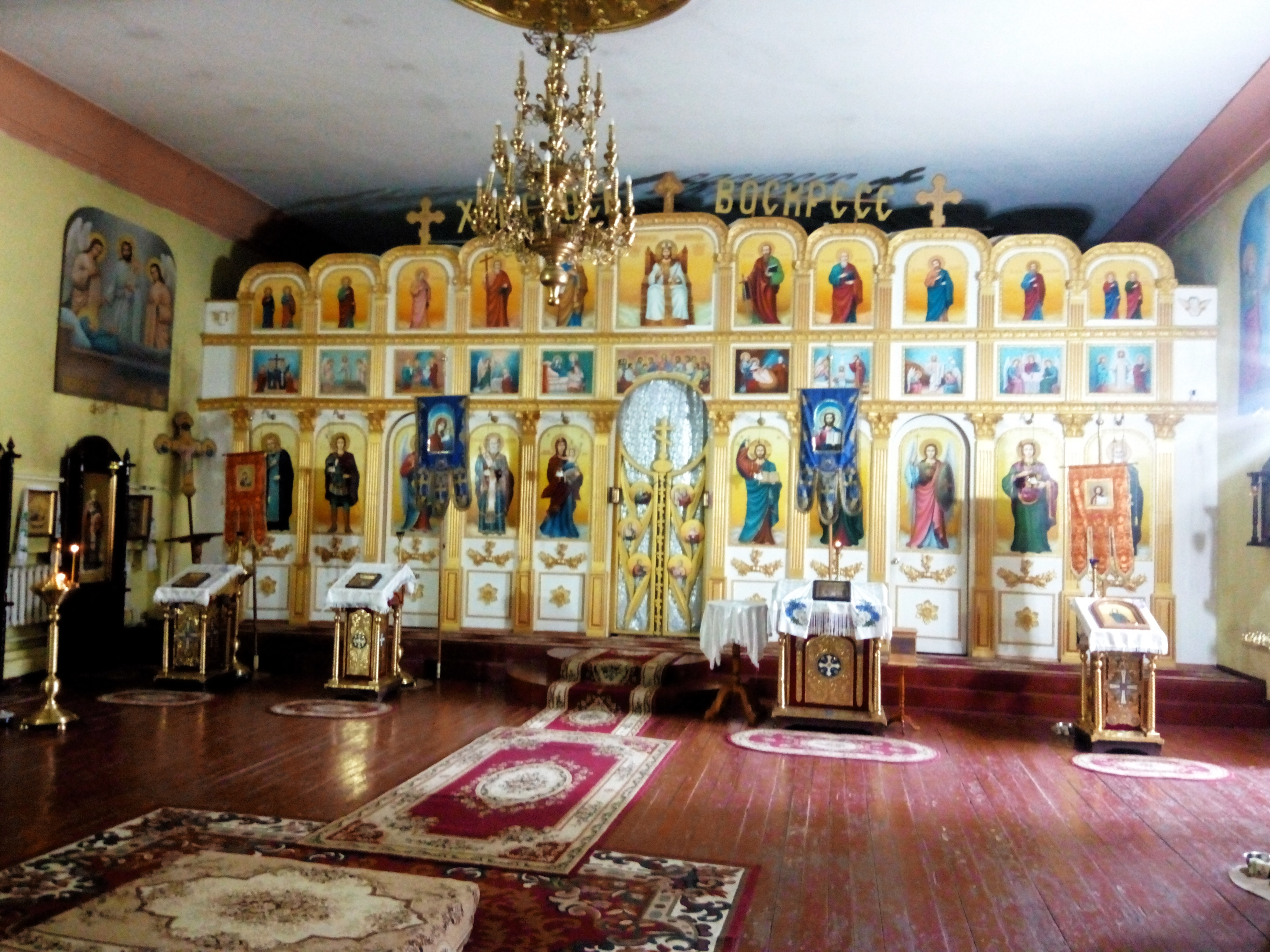
Іконостас храму Марії Магдалини
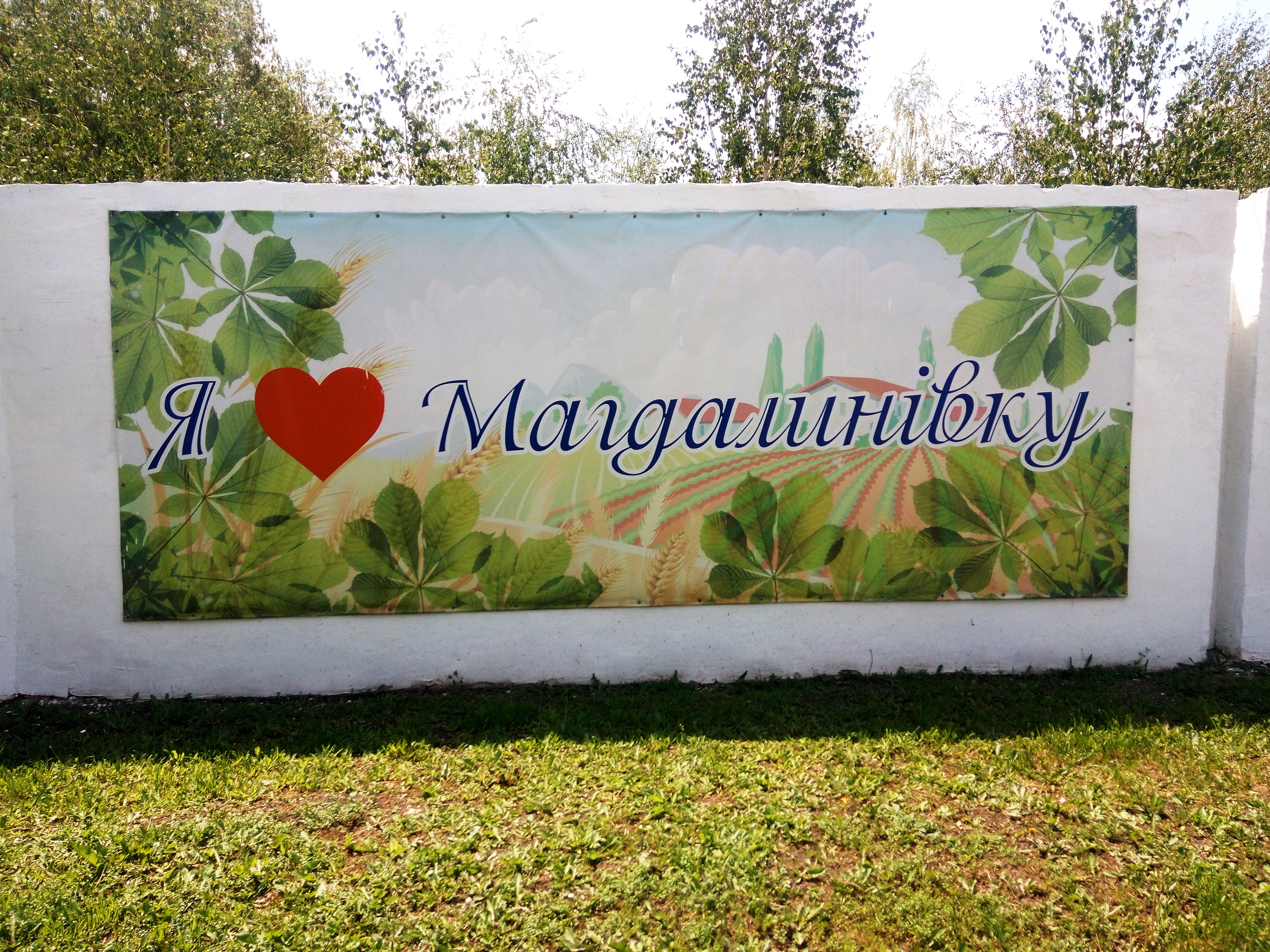
Арт-об'єкт «Я люблю Магдалинівку»
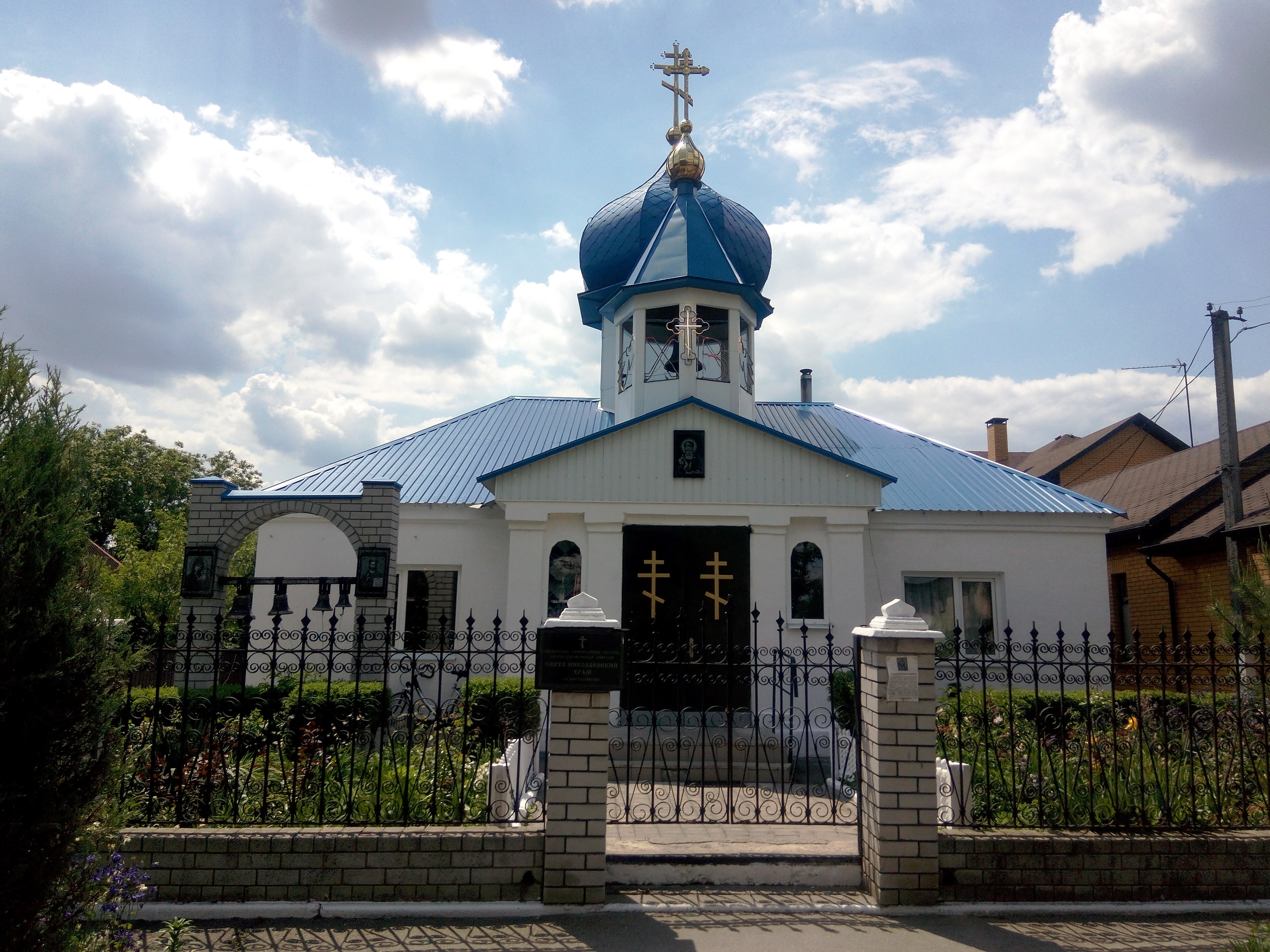
Свято-Миколаївський храм (УПЦ)
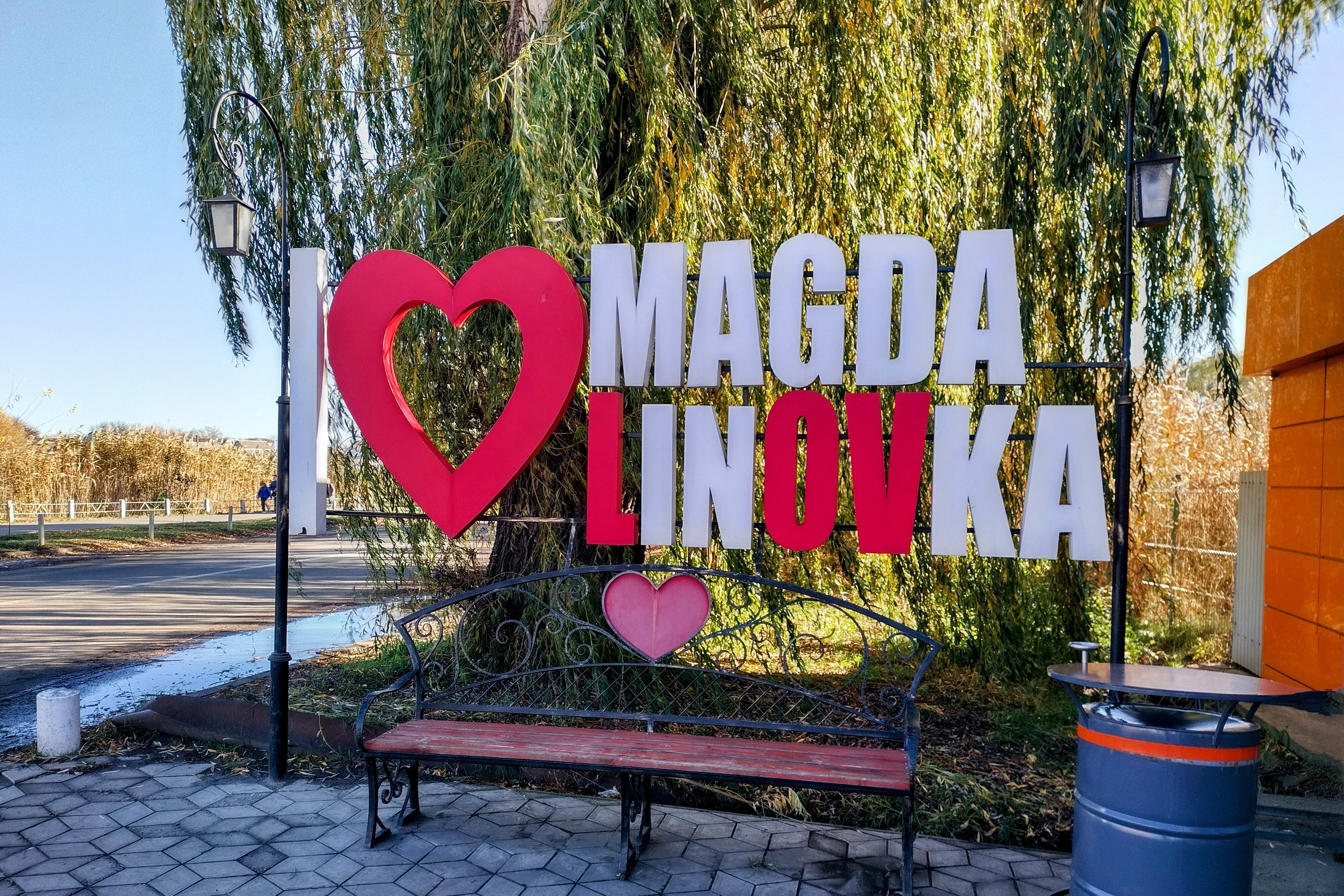
Арт-об'єкт «I LOVE MAGDALINOVKA»